# Publius Anteius Rufus
Publius Anteius Rufus (fl. 50-66, mort en 66) est un homme politique de l'Empire romain.

## Famille
Son père est un certain Anteius, sénateur assassiné par les gardes germains de l'empereur, qui après le meurtre de Caligula, se venge sur des sénateurs qu'il pense associés au complot.
Sa fille Anteia est la femme de Gaius Helvidius Priscus.

## Carrière
Il est légat d'Auguste propréteur de Dalmatie de 50 à 54 et consul suffect après 55[réf. souhaitée]. 

## Accusations et décès
En 66, Anteius est détenu à Rome par Néron après avoir été dénoncé, avec Publius Ostorius Scapula, par Antistius Sosianus, car une accusation (delatio) signifie que l'accusateur pour recevoir une partie des biens de l'accusé, ce qui peut être très lucratif dans la Rome impériale. Les motifs de cette accusation sont que Sosianus dit avoir découvert qu'Anteius a mis en place une pension annuelle pour l'astrologue grec exilé Pammenes - à cette époque, l'utilisation de l'astrologie peut entraîner une accusation de magie et de trahison contre l'empereur. Comme preuve, Sosianus fournit une lettre de Pammenes à Anteius, ainsi que des notes de Pammenes sur les futures carrières d'Anteius et de Néron, ostensiblement demandées par Anteius.
L'accusé devient rapidement le condamné, sans qu'il y ait eu de procès formel, si tant est qu'il y en ait eu un. La crainte de Néron et la crainte d'être mêlé à l'accusation est si grande qu'aucun des amis d'Anteius ne se présente pour témoigner de ses dernières volontés et de son testament. Finalement, c'est le préfet prétorien Tigellinus qui s'en charge en avertissant Anteius de ne pas "tergiverser" dans les préparatifs de sa mort. Tigellinus est lui-même un profiteur notoire de telles accusations, et il est probable qu'il ait lui-même profité du fait d'avoir été témoin du testament.
Anteius, déjà peu apprécié de Néron en raison de son intimité avec Agrippine, la mère détestée de Néron, est contraint par Néron de se donner la mort en 67. Anteius prend d'abord du poison, qui ne fonctionne pas, puis s'ouvre les veines.
Le cognomen d'Anteius, " Rufus ", n'est pas mentionné dans le récit de Tacite, mais lui est attribué par l'érudit Edmund Groag sur la base d'inscriptions figurant dans sa Prosopographia Imperii Romani.